# 560085 Perperikon
560085 Perperikon è un asteroide della fascia principale esterna. Scoperto nel 2015, presenta un'orbita caratterizzata da un semiasse maggiore pari a 3,198520 UA e da un'eccentricità di 0,102684, inclinata di 19,242679° rispetto all'eclittica.
È dedicato a Perperikon, antica città della Tracia, ora in Bulgaria.